# 寺田有美子
寺田 有美子（てらだ ゆみこ、1977年6月22日 - ）は、静岡エフエム放送（K-MIX）の元アナウンサーで、オフィスキイワード所属のフリーアナウンサーである。

## 人物・来歴
静岡県浜松市生まれの奈良県育ちで、血液型はA型。3学年上の赤江珠緒（朝日放送出身のフリーアナウンサー）とは、幼なじみの間柄にある。また、 同志社女子大学学芸学部英語英文学科の学生時代には、生田教室でアナウンス技術の研鑽を積んでいた。生田教室での同窓生に、上田悦子（毎日放送アナウンサー）などがいる。
大学卒業後の2000年に、アナウンサーとして静岡エフエム放送（K-MIX）に入社。入社後は、朝の番組で8年間にわたってパーソナリティを務めた。2007年1月の結婚後に第一子を懐妊したことから、出産と育児に専念するため、同年12月31日付でK-MIXを退社。2008年3月に第一子を出産した。
K-MIXからの退社後に、生活の拠点を地元の関西地方へ移すとともに、2010年4月からオフィスキイワードへ所属。フリーアナウンサーとして、上田が勤務する毎日放送（MBS）制作の番組や、α-STATION（エフエム京都）の番組を中心に活動している。MBSの番組では、長谷川義史（絵本作家）出演のロケ紀行企画「とびだせ!えほん」（『ちちんぷいぷい』→『土曜のよんチャンTV』内で月1 - 2回放送）における優しい口調のナレーションで、長年にわたって視聴者に親しまれている。
得意なスポーツは水泳とラクロスで、K-MIXのアナウンサー時代には、「局内一のグルメパーソナリティ」と自称していた。

## 出演番組
現在
- SUNNYSIDE BALCONY水 - 木曜パーソナリティ（α-STATION）
- ちちんぷいぷい→土曜のよんチャンTV「とびだせ!えほん」ナレーター（MBSテレビ）
「とびだせ!えほん」は、2012年4月26日から2021年3月11日まで『ちちんぷいぷい』の木曜日、2021年5月8日から『土曜のよんチャンTV』で月に1 - 2回放送。『ちちんぷいぷい』時代には、この企画のみ放送上「寺田ゆみこ」という名義を用いていたほか、レギュラー放送を始める前の特別番組でもナレーターを務めていた。
『ちちんぷいぷい』では、 2015年2月27日から2019年3月20日まで毎週金曜日に放送されていた「密着まるまる一日」（VTRロケ企画）へ酒井藍が出演する週にも、本名の「寺田有美子」名義でナレーターを担当。特別番組や特別企画でナレーターを任されることもあった。
- 県政フラッシュ（奈良テレビ、月・火・金曜21:55 - 22:00）

過去（K-MIX時代）
- SUNDAY SPLASH（2000年4月 - 2001年3月）
- MORNING CUE（2001年4月 - 2003年3月）
- PERKY SOUND FLASH（2001年4月 - 2005年3月）
- キモチレシピ（2003年4月 - 2004年3月）
- Brand-new Moon（2003年4月 - 2004年6月）
- K-MIX Brand-new Junction（月・火・木曜、2003年4月 - 2007年12月）
- 同志社女子大学 presents ガルパラ～Girls Paradise（2004年7月 - 2007年12月）
- TURNING POINT（ガルパラと交互に放送、2005年1月 - 2007年6月）
- Morning Cafe "Amore"（2005年4月 - 2007年12月）
- K-MIX RADIO READING SHOW（2007年4月 - 2007年12月）

過去（フリー転向後）
- DELICIOUS DONUT（α-STATION、水曜）
- おとなの駄菓子屋 （MBSテレビ、2012年7月13日） - テレビ版のナレーションを担当
- 人生という宝物（MBSラジオ、日曜17:45 - 17:59） - 2015年7月から2018年6月までアシスタントを担当
- ミント!（MBSテレビ、2019年4 - 9月） - 水曜日の17時台に放送されていた「バイヤーのコレ買いやー!」（かつみ♥さゆりのさゆりが「見習いバイヤー」という名義でリポーターを務めたVTRロケコーナー）のナレーションを「寺田有美子」名義で担当
- こんちわコンちゃんお昼ですょ!金曜日（MBSラジオ）
オフィスキイワード所属のタレントで、金曜日のアシスタントを務めてきた山本量子が手術を伴う病気の療養に入ったことを受けて、2020年1月10日・17日・24日放送分にアシスタント代理として出演。ちなみに、代演開始の時点では上田が木曜日のアシスタントを務めていて、寺田が休演した同月31日放送分では前日（30日）に続いて担当した。